# John King Davis
John King Davis (Kew, 19 febbraio 1884 – Toorak, 8 maggio 1967) è stato un navigatore ed esploratore britannico naturalizzato australiano.
Noto per aver comandato diverse navi nelle acque antartiche nei primi decenni del XX secolo, ha fondato stazioni meteorologiche sull'isola Macquarie e sull'isola Willis nel mar dei Coralli
A lui è dedicata la stazione Davis, la base antartica australiana nella costa di Ingrid Christensen

## Formazione
Davis inizia i suoi studi Colet Court Londra per poi proseguirli presso la Burford Grammar School nell'Oxfordshire. Nel 1900 segue suo padre a Città del Capo, Colonia del Capo.

## In Antartide
Nel 1907 Davis partecipa come primo ufficiale della Nimrod alla spedizione Nimrod in Antartide di Ernest Shackleton. Nel 1911 è capitano dell'Aurora e secondo in comando nella spedizione Aurora di Douglas Mawson.

## Prima guerra mondiale
Allo scoppio della prima guerra mondiale nell'agosto 1914 Davis si offre volontario e viene assegnato al trasporto di truppe e cavalli dall'Egitto all'Inghilterra.

## Esplorazioni successive
Davis torna in Antartide nel 1929 come capitano della Discovery durante la spedizione BANZARE.
Tra il 1920 ed il 1949 è Director of Navigation dell'Australia. All'inizio di questo periodo si offre volontario per installare nella remota isola Willis una stazione meteorologica con lo scopo anche di avvisare la formazione di eventuali cicloni.

## Riconoscimenti
Davis è stato presidente della Royal Society of Victoria tra il 1945 ed il 1946 per poi entrare a far parte della Royal Geographical Society. Nel 1957 gli è intitolata la stazione Davis, la base antartica australiana della costa di Ingrid Christensen.
Nel 1965 è insignito dell'ordine dell'Impero Britannico.

## Morte
Muore nel 1967 a Toorak nei pressi di Melbourne.